# Perdita cowaniae
Perdita cowaniae är en biart som beskrevs av Timberlake 1956. Perdita cowaniae ingår i släktet Perdita och familjen grävbin. Inga underarter finns listade i Catalogue of Life.